# Els Dracs
Els Dracs (en castellà, Los Dracs) fou un sextet de pop en català i castellà de Molins de Rei, pioner en assolir l'èxit. Anteriorment s'havien anomenat Fire Stars i adaptaven versions de cançons angleses i italianes.
A instància de l'Ermengol Passola, que els va reclutar per a Concèntric, van canviar-se el nom a Els Dracs i van passar a fer versions de cançons internacionals de grups com The Beatles, The Animals o Johnny Hallyday, les quals adaptava l'escriptor Ramon Folch i Camarasa.
La formació històrica del grup la componien: Jordi Carreras, Miquel Olivé, Alfred Pla, Vicenç Carós, Faustino García i Manel Cordero.

## Activitat

### Període 1965-1967
Aquest any van publicar les seves dues primeres referències en català. La primera contenia «La casa del sol naixent» («The house of the rising sun»), «Sota el cel plujós» («Walkin' in the Rain»), «Un bon amic és excel·lent» («Un ami ça n'a pas de prix») i «No contesta ningú» («No Reply»).
A la segona s'hi pot trobar «El joc de l'amor» («The Game of Love»), «La nit» («La nuit»), «Un cor fet d'amor» («Heart Full of Soul») i «Comprensió» («Don't let me be misunderstood»).
L'any següent van publicar el seu tercer EP amb «És la meva vida» («It's my life»), «Només pensava en tu» («You were in my mind»), «Colors» («Colours») i «Quan» («J'aime»).
Aquest any va coincidir la seva època de més popularitat amb l'actuació dels The Animals a Barcelona. El dia 26 de juny a les 10 de la nit, al Palau Municipal d'Esports de Barcelona, Els Dracs van compartir escenari amb el grup britànic. L'Eric Burdon, cantant dels The Animals, va quedar impressionat per la versió que Els Dracs van fer del seu «House of the rising sun», arribant a demanar-los que li enviessin un disc amb la cançó. Curiosament, la versió d'Els Dracs era més ràpida per causa que l'arranjador del tema, Francesc Burrull, va calcular que interpretant-la a la velocitat de l'original no cabria a l'EP.
L'any 1967 van publicar el seu darrer EP d'aquest període, amb «Visca la Patum!», «És ella» («My girl»),«Visca l'amor» («Vive l'amour») i «Et trobaré».
El conjunt es va dissoldre el 15 d'agost de 1970, en un últim concert a Can Tintoré

### 1981 - Recopilatori
De la mà d'Edigsa, van publicar un recopilatori anomenat «La casa del sol naixent», amb totes les cançons dels seus tres primers EP.

### Intents de tornada posteriors
Entre els anys 1999 i 2000, tenint com a cantant a Andrés de la Rosa, van fer diverses actuacions. Més tard, hi van tornar amb el cantant Pepe Fernández i, encara més endavant, van acompanyar el cantautor molinenc Jordi Albero.
Amb la mort del bateria, Vicenç Carós, l'any 2010 i del teclat i fundador del grup, Miquel Olivé, l'any 2016, s'ha tancat la possibilitat de retorn del grup històric.
L'any 2016 van ser els protagonistes de la Festa Major de Molins de Rei. On van ser els pregoners, es va fer una exposició sobre la seva trajectoria, un concert d'homenatge amb molts convidats, i un llibre-cataleg.